# Hervormde Kerk (Oude-Tonge)

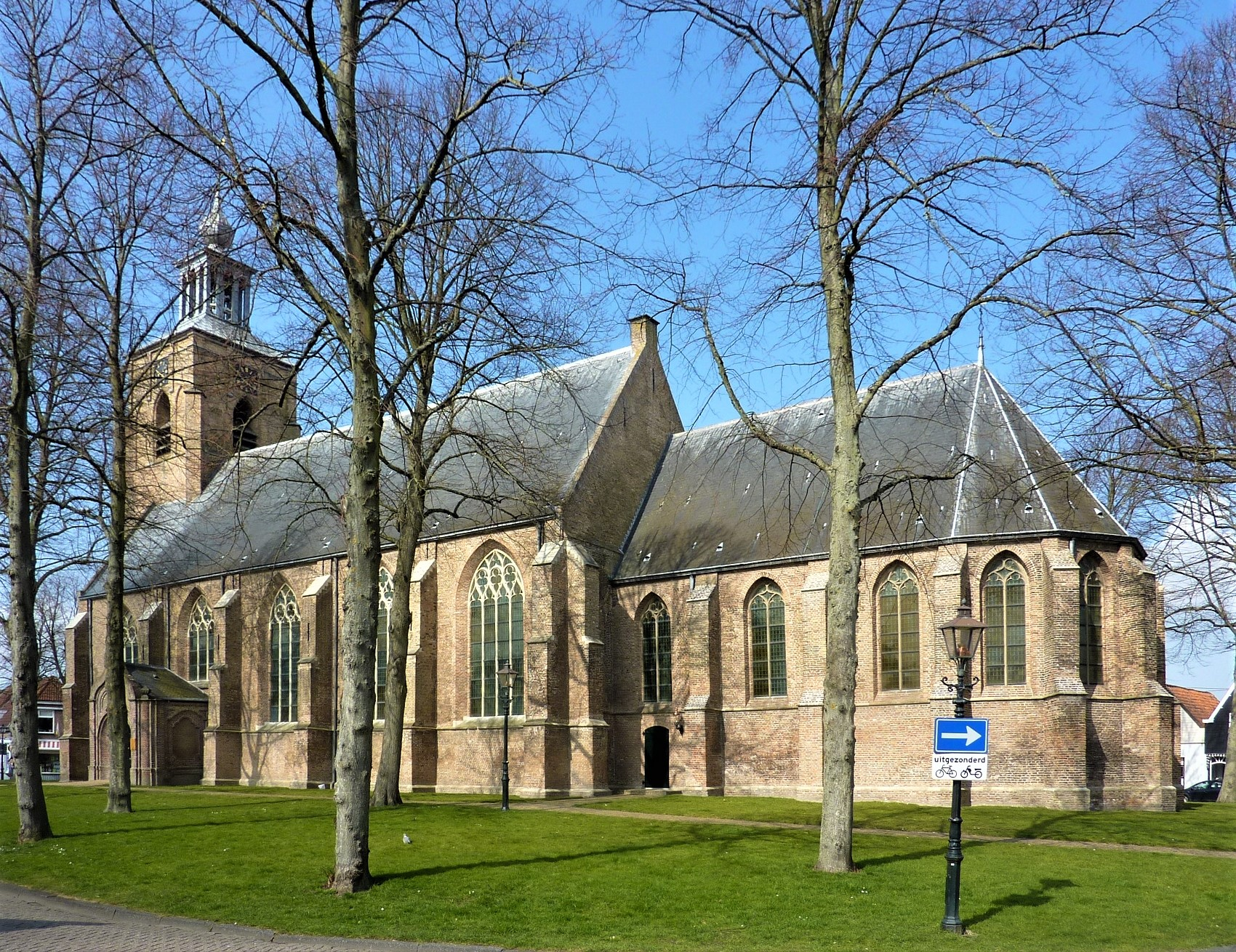
Die Hervormde Kerk in Oude-Tonge

Die Hervormde Kerk (deutsch: Reformierte Kirche) ist das Kirchengebäude einer reformierten Gemeinde innerhalb der Protestantischen Kirche in den Niederlanden in Oude-Tonge, einem Ortsteil von Goeree-Overflakkee in der Provinz Südholland. Das Kirchenschiff sowie der Turm der Kirche sind als Rijksmonumente eingestuft.

## Geschichte
Die reformierte Kirche am Kerkring im Ortszentrum von Oude-Tonge ist ein zweischiffiges Kirchengebäude mit einem niedrigeren fünfseitig geschlossenen Chor und einem halb in das Langhaus eingebauten Turm von vier Stockwerken. Am 8. November 1499 bestätigte der Bischof von Utrecht, Friedrich IV. von Baden, im Rahmen eines Ambachtslehens die Gründung der Kirche. Mit dem Bau des spätgotischen Chorraums und der Sakristei wurde zu dieser Zeit begonnen. Das Langhaus, das gerade geschlossene nördliche Seitenschiff und der Turm wurden in der ersten Hälfte des 16. Jahrhunderts errichtet. Das barocke Südportal mit Vorhalle wurde 1742 angebaut. Der ursprüngliche zwiebelförmige Turm wurde 1812 entfernt. Bei einer Kirchenrenovierung in den Jahren 1963 bis 1966 wurde der Turm mit einer neuen Spitze versehen. Der Innenraum ist von einem hölzernen Tonnengewölben bedeckt und enthält als Ausstattung eine Texttafel aus dem 16. Jahrhundert, die 1954 restauriert wurde, eine Kanzel von 1633 und die 1966 erbaute Frobenius-Orgel.